# Частный случай (логика)
В логике и в математике в целом — понятие A называется ча́стным слу́чаем понятия B в том и только том случае, если каждый экземпляр A является в то же время и экземпляром B, но при этом существует хотя бы один экземпляр B, не входящий в A (другими словами, если понятие B является обобщением понятия A). 
Например, квадрат является частным случаем ромба, так как каждый квадрат является в то же время и ромбом (то есть, удовлетворяет определению ромба), при этом обратное неверно: любой ромб, не имеющий прямых углов, квадратом не является.